# Переулок Слепушкина
Переулок Слепу́шкина — переулок в историческом районе Рыбацкое Невского административного района Санкт-Петербурга. Проходит от Шлиссельбургского проспекта до Тепловозной улицы, на севере — вдоль реки Славянки.

## История
Название присвоено 23 февраля 1987 года в память о поэте Фёдоре Слепушкине, жившем в Рыбацкой слободе.

## Пересечения
- Шлиссельбургский проспект;
- Караваевская улица;
- Тепловозная улица.

## Транспорт
Ближайшая к переулку Слепушкина станция метро — «Рыбацкое» 3-й (Невско-Василеостровской) линии.